# Schlacht bei Ferrybridge
St Albans – Blore Heath – Ludlow – Northampton – Wakefield – Mortimer’s Cross – St Albans – Ferrybridge – Towton – Hedgeley Moor – Hexham – Edgecote Moor – Losecote Field – Barnet – Tewkesbury – Bosworth Field – Stoke
Die Schlacht von Ferrybridge am 28. März 1461 war ein kleinerer Zusammenstoß der Truppen des Hauses York und des Hauses Lancaster vor der großen Schlacht von Towton, während der Rosenkriege.
Nachdem Eduard IV. sich selbst zum König ernannt hatte, sammelte er eine große Armee und marschierte nordwärts auf die Lancastrianische Stellung hinter dem Fluss Aire in Yorkshire zu.
Am 27. März durchquerte der damals 33-jährige Earl of Warwick mit der Vorhut den Fluss Aire, da die Brücke von den Lancastrianern bereits zerstört worden war. Dabei verlor er viele Männer, entweder dadurch, dass sie im kalten Wasser erfroren, oder dadurch, dass eine kleine Einheit der Lancastrianer am anderen Ufer des Flusses Pfeile auf sie schoss. Nachdem die Durchquerung geschafft und die Lancastrianer verschwunden waren, ließ Warwick die Brücke von seinen Männern reparieren, während am Nordufer des Flusses ein Lager aufgeschlagen wurde.
Früh am nächsten Morgen wurden die Yorkisten von einer großen Truppe Lancastrianer unter der Führung des 25-jährigen John Clifford, 9. Baron de Clifford und John Neville, 1. Baron Neville (Warwicks Halbgroßonkel) überrascht. Durch die große Überraschung und Verwirrung verlor Warwicks Truppe viele Männer. Der Vizekommandant von Warwick, Lord Fitzwalter wurde tödlich verwundet, als er versuchte, seine Männer zu versammeln (er starb eine Woche später). Der Bastard von Salisbury, Warwicks Halbbruder, wurde erschlagen und während des Rückzugs wurde auch Warwick selbst verletzt, als ihn ein Pfeil im Bein traf. Jean de Waurin, ein Geschichtsschreiber, berichtet von 3000 Toten.
Nach der Schlacht erreichte Eduard mit der Hauptarmee die Brücke, und zusammen mit Warwick musste er feststellen, dass sie in Ruinen lag. Warwick schickte seinen Onkel, Lord Fauconberg, mit der Yorkistischen Kavallerie flussaufwärts, wo sie eine Furt überquerten, dort Lord Clifford überraschten und ihn in Sichtweite der Lancastrianischen Armee schlugen. Clifford wurde durch einen Pfeil getötet, der ihn im Hals traf, nachdem er seine Halsberge entfernt hatte, die genau das verhindern sollte.